# Хант, Ники
Ни́колас Бретт (Ни́ки) Хант (англ. Nicholas Brett "Nicky" Hunt; род. 3 сентября 1983, Вестаутон) — английский футболист, защитник.

## Карьера
Ники Хант родился в Вестаутоне, пригороде Болтона, агломерация Большой Манчестер. С детских лет болел за «Болтон Уондерерс».
Первый матч за «Болтон Уондерерс» сыграл в Первом дивизионе Футбольной лиги против «Шеффилд Юнайтед» в конце сезона 2000/01, сезона, по итогам которого «Болтон Уондерерс» вышел в Премьер-лигу. В сезоне 2001/02 Хант вообще не выходил на поле, а в сезоне 2002/03 провёл лишь две игры, в Кубке Англии.
В Премьер-лиге Ники дебютировал 16 августа 2003 года в матче против «Манчестер Юнайтед», дебют оказался неудачным, «Болтон Уондерерс» проиграл тот матч со счётом 0:4. Начиная с сезона 2003/04 он стал игроком основного состава и одним из ключевых игроков обороны.
30 августа 2007 года Ники подписал новый четырёхлетний контракт с «Болтон Уондерерс». Впрочем, после этого его карьера пошла на спад. В сезоне 2007/08 он уже не был стабильным игроком основы, проведя 24 игры. В сезоне же 2008/09 Хант ни разу не вышел на поле в составе «Болтон Уондерерс». 3 ноября 2008 года он был отдан в аренду клубу «Бирмингем Сити». «Бирмингему» нужен был опытный игрок для того, чтобы на время заменить травмированных Парнаби и Келли. Изначально срок аренды составлял месяц, позже он был продлён ещё на месяц. 30 декабря вернулся обратно в «Болтон Уондерерс».

## Карьера в сборной
Хант сыграл 10 матчей за молодёжную сборную Англии в 2004—2005 годах. Дебютным для него стал матч в феврале 2004 года против молодёжной сборной Нидерландов.

## Достижения
- 3-е место в Первом дивизионе, победа в плей-офф и выход в Премьер-лигу в сезоне 2000/01 (провёл всего 1 матч за сезон)

## Статистика по клубам
| Клуб             | Сезон   | Лига     | Лига  | Кубок Англии | Кубок Англии | Кубок Лиги | Кубок Лиги | Еврокубки | Еврокубки | Всего | Всего |
| Клуб             | Сезон   | Игр      | Голов | Игр          | Голов        | Игр        | Голов      | Игр       | Голов     | Игр   | Голов |
| ---------------- | ------- | -------- | ----- | ------------ | ------------ | ---------- | ---------- | --------- | --------- | ----- | ----- |
| Болтон Уондерерс | 2000/01 | 1 (ПД)   | 0     | 0            | 0            | 0          | 0          | 0         | 0         | 1     | 0     |
| Болтон Уондерерс | 2001/02 | 0        | 0     | 0            | 0            | 0          | 0          | 0         | 0         | 0     | 0     |
| Болтон Уондерерс | 2002/03 | 0        | 0     | 2            | 0            | 0          | 0          | 0         | 0         | 2     | 0     |
| Болтон Уондерерс | 2003/04 | 31       | 1     | 1            | 0            | 6          | 0          | 0         | 0         | 38    | 1     |
| Болтон Уондерерс | 2004/05 | 29       | 0     | 4            | 0            | 1          | 0          | 0         | 0         | 34    | 0     |
| Болтон Уондерерс | 2005/06 | 20       | 0     | 2            | 0            | 1          | 0          | 2 (КУ)    | 0         | 25    | 0     |
| Болтон Уондерерс | 2006/07 | 33       | 0     | 2            | 0            | 2          | 0          | 0         | 0         | 37    | 0     |
| Болтон Уондерерс | 2007/08 | 14       | 0     | 1            | 0            | 1          | 0          | 8 (КУ)    | 0         | 24    | 0     |
| Болтон Уондерерс | 2008/09 | 0        | 0     | 0            | 0            | 0          | 0          | 0         | 0         | 0     | 0     |
| Бирмингем Сити   | 2008/09 | 11 (ЧФЛ) | 0     | 0            | 0            | 0          | 0          | 0         | 0         | 11    | 0     |
| Total            | Total   | 139      | 1     | 12           | 0            | 11         | 0          | 10        | 0         | 172   | 1     |